# Línea C2 (Caleta Olivia)
La Línea C2 es un servicio de pasajeros del transporte de la ciudad de Caleta Olivia. Esta línea está caracterizada con el color azul y pertenece a la empresa Autobuses Caleta Olivia.
El servicio de la línea C2 opera todos los días desde las 5:30 hasta las 23:00 desde Avda. Carpio, Bo. 17 de Octubre, hasta Avda. José Koltun, Bo. Los Pinos.
La flota de la línea C1 consta de 2 vehículos OF 1418 Mercedes Benz de carrocería Metalpar Tronador con capacidad de 33 pasajeros c/u.
El Servicio cuesta $4 para el boleto común, $1,00 para el escolar y universitario, este ramal si cuenta con servicio de tarjeta electrónica.

## Véase también

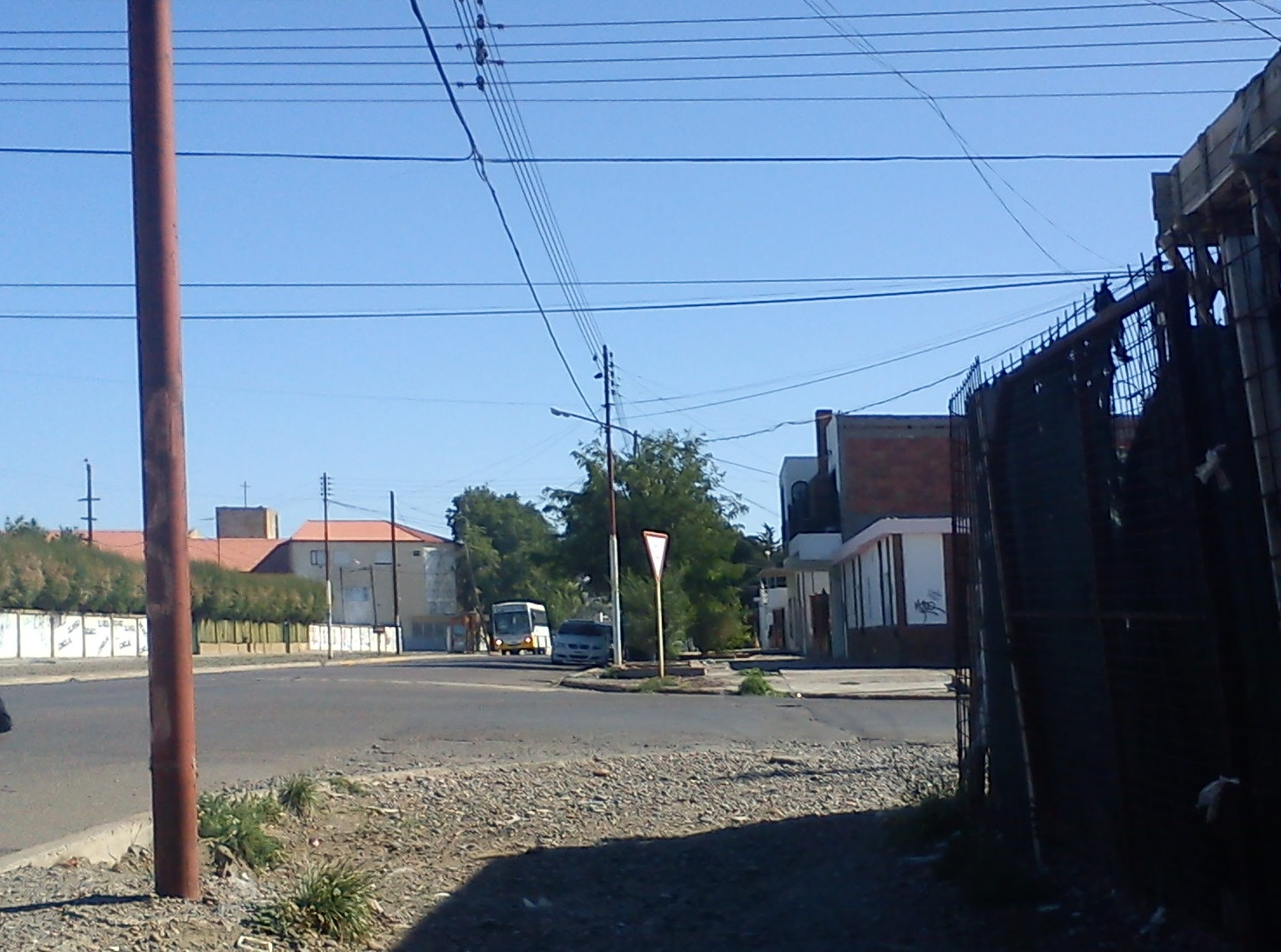
Sobre calle San José Obrero

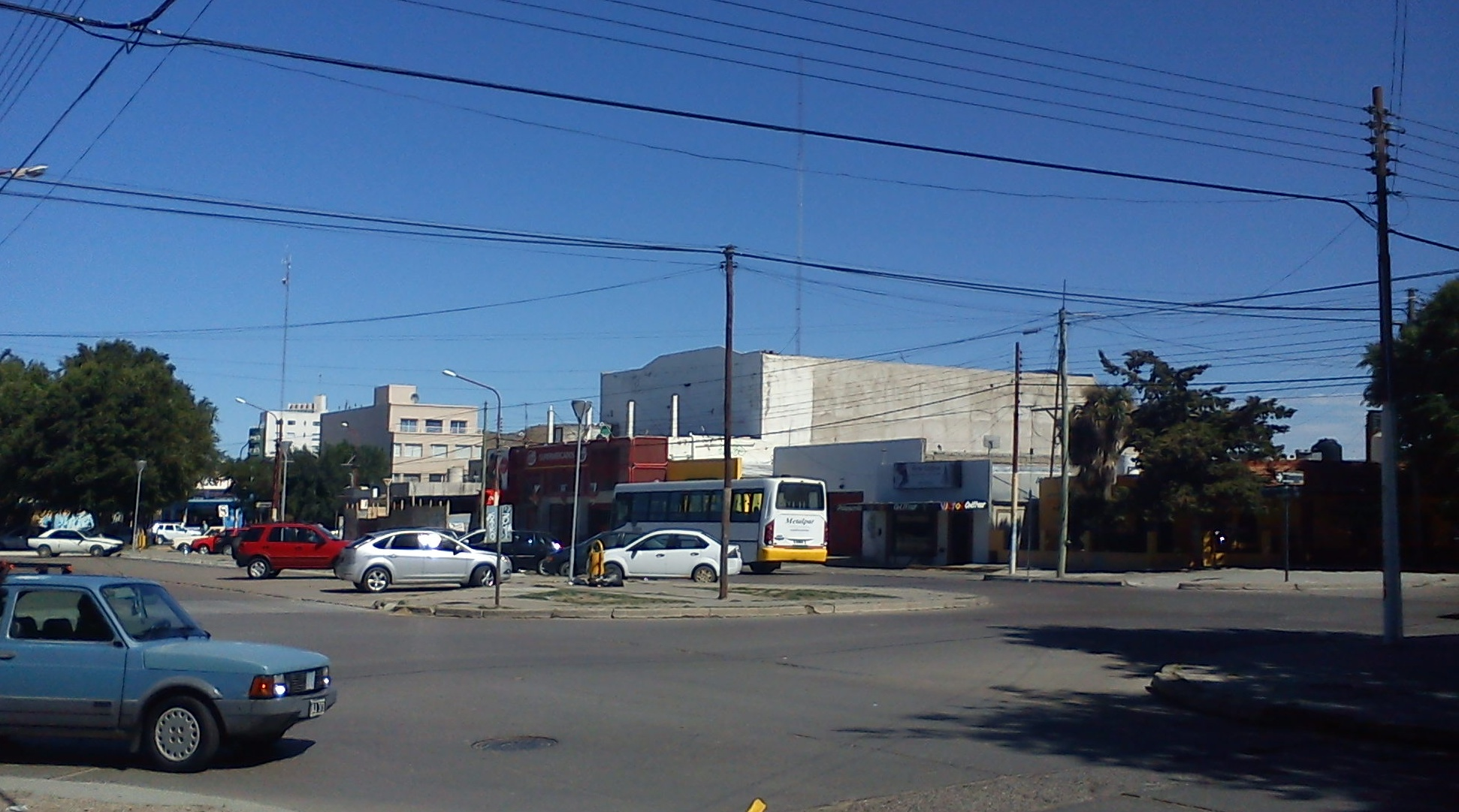
C2 sobre calle Fagnano, centro caletense

## Recorrido
Servicio diurno 
| BUS2 | KBHFa |

|  | BHF |

|  | BHF |

|  | BHF |

|  | BHF |

|  | BHF |

|  | BHF |

|  | BHF |

|  | BHF |

|  | BHF |

|  | STR |

|  | BHF |

|  | BHF |

|  | BHF |

|  | BHF |

|  | BHF |

|  | BHF |

|  | BHF |

|  | BHF |

|  | BHF |

|  | BHF |

|  | BHF |

|  | KBHFe |